# Mangrovibacter
El género Mangrovibacter engloba tres especies (Mangrovibacter plantisponsor (Remeshkumar  et al. 2010), Mangrovibacter yixingensis (Zhang et al. 2015) y Mangrovibacter phragmitis (Behera et al. 2017)) de bacterias Gram negativas, mótiles y anaerobias facultativas pertenecientes a la familia Enterobacteriaceae. Su denominación deriva del neolatín "mangrovum", "manglar", pues se asocian con plantas, produciendo en estas, supuestamente, efectos beneficiosos, según se ha descrito en M. plantisponsor, en cuyo nombre queda reflejado. Se ha constatado que estas son bacterias fijadoras de nitrógeno o diazotróficas o diazótrofas, y que se asocian con plantas de manglar como Porteresia coarctata. En el caso de M. phragmitis, este fue aislado en India, asociado a raíces de Phragmites karka.

Las tres especies integrantes del género producen colonias circulares y de coloración blanca en medio de cultivo Agar LB o Agar Luria-Bertani o en Agar Tripticasa-soja. Al microscopio óptico, presentan una morfología bacilar. En cuanto a las condiciones de cultivo, presentan un rango de temperaturas de crecimiento de entre 15°C-20 °C y 40 °C, siendo la temperatura óptima de crecimiento ente 29 °C y 30 °C, y un rango de pH en que presentan crecimiento de entre 5 y 10, siendo el pH óptimo 7. En cuanto a las condiciones de salinidad, son ligeramente halófilas, pudiendo crecer en medios con una concentración de NaCl ente 0% y 8%, siendo la concentración de NaCl óptima de 1%. Presentan un contenido en G+C de aproximadamente un 50% (M. phragmitis 50,3% y M. plantisponsor 50,1%). Con respecto a pruebas metabólicas, son catalasa positivas, ureasa negativas, no productoras de H2S, citocromo oxidasa negativas, arginina dihidrolasa negativas e indol negativas.